# Lotus E21
El Lotus E21 es un monoplaza construido por Lotus para competir en 2013. Fue pilotado por Kimi Räikkönen y Romain Grosjean.

## Presentación
El monoplaza fue presentado el día 28 de enero de 2013 en Enstone, la sede de la escudería Lotus. El nombre del coche (E21) es un homenaje al vigésimo primer monoplaza fabricado por la factoría del equipo. En la ceremonia estuvieron presentes los pilotos titulares Kimi Räikkönen y Romain Grosjean y los probadores Davide Valsecchi, Jérôme d'Ambrosio y Nicolas Prost; además del diseñador del monoplaza, James Allison; el jefe de equipo Éric Boullier y el propietario Gerard Lopez. La apariencia general del monoplaza era bastante similar a la de su predecesor, el Lotus E20. La meta del equipo británico es pelear por los primeros puestos del campeonato de constructores, tras haber sido cuartos en la temporada anterior.

## Entrenamientos de pretemporada
Romain Grosjean fue el encargado de hacer los primeros kilómetros del E21 el 5 y 6 de febrero en Jerez. Kimi Räikkönen participó los días 7 y 8 de febrero.

## Resumen de la temporada
El E21 tuvo un inmejorable estreno en Melbourne, ya que Kimi Räikkönen logró llevarse la victoria gracias a un buen ritmo y a una parada en boxes menos que los rivales, siguiendo así con la exitosa senda del E20. En Malasia, la lluvia no ayudó al equipo británico porque dio pie a más sorpresas y no pudieron pasar del 6.º y el 7.º puesto. En el GP de China, Kimi Räikkönen consigue volver al podio, mientras en Baréin, Romain Grosjean vuelve a su mejor nivel con un chasis nuevo y acompaña a Kimi Räikkönen en el cajón (3.º y 2.º, respectivamente). En el GP de España, Kimi Räikkönen volvió a obtener un 2.º puesto. Luego el coche tuvo un bajón de rendimiento en las carreras de Mónaco y Canadá, donde a duras penas pudo puntuar. Pero con la vuelta de la competición en territorio europeo y las altas temperaturas, el E21 vuelve por sus fueros, con otro doble podio en Alemania y otro buen resultado en Hungría, carreras en las que Grosjean también tuvo opciones de ganar. Tras la pausa veraniega, Räikkönen encadenó dos GGPP (Bélgica e Italia) sin puntuar, después de un problema de frenos y un incidente en la salida, mientras Grosjean sólo pudo ser 8.º en ambos eventos. Pero nuevamente el equipo se recuperó situando a sus dos pilotos en el podio en Corea, y Grosjean obtuvo tres terceras posiciones consecutivas. Heikki Kovalainen reemplaza a Kimi Räikkönen, operado de la espalda, en las dos últimas carreras; pero no pudo conseguir resultados para ayudar a Lotus en la batalla por el subcampeonato, finalizando en 4º lugar.

## Resultados
(Clave) (negrita indica pole position) (cursiva indica vuelta rápida)
| Año  | Motor                    | Neu. | N.º | Pilotos           | 1   | 2   | 3   | 4   | 5   | 6   | 7   | 8   | 9   | 10  | 11  | 12  | 13  | 14  | 15  | 16  | 17  | 18  | 19  | Puntos | Pos. |
| ---- | ------------------------ | ---- | --- | ----------------- | --- | --- | --- | --- | --- | --- | --- | --- | --- | --- | --- | --- | --- | --- | --- | --- | --- | --- | --- | ------ | ---- |
| 2013 | Renault RS27-2013 2.4 V8 | P    |     |                   | AUS | MYS | CHN | BHR | ESP | MON | CAN | GBR | GER | HUN | BEL | ITA | SIN | RCO | JPN | IND | ABU | USA | BRA | 315    | 4º   |
| 2013 | Renault RS27-2013 2.4 V8 | P    | 7   | Kimi Räikkönen    | 1   | 7   | 2   | 2   | 2   | 10  | 9   | 5   | 2   | 2   | Ret | 11  | 3   | 2   | 5   | 7   | Ret |     |     | 315    | 4º   |
| 2013 | Renault RS27-2013 2.4 V8 | P    | 7   | Heikki Kovalainen |     |     |     |     |     |     |     |     |     |     |     |     |     |     |     |     |     | 14  | 14  | 315    | 4º   |
| 2013 | Renault RS27-2013 2.4 V8 | P    | 8   | Romain Grosjean   | 10  | 6   | 9   | 3   | Ret | Ret | 13  | 19≠ | 3   | 6   | 8   | 8   | Ret | 3   | 3   | 3   | 4   | 2   | Ret | 315    | 4º   |